# Thatcher (Arizona)
Thatcher es un pueblo ubicado en el condado de Graham en el estado estadounidense de Arizona. En el Censo de 2010 tenía una población de 4865 habitantes y una densidad poblacional de 279,11 personas por km².

## Geografía
Thatcher se encuentra ubicado en las coordenadas 32°50′58″N 109°44′35″O / 32.84944, -109.74306. Según la Oficina del Censo de los Estados Unidos, Thatcher tiene una superficie total de 17.43 km², de la cual 17.39 km² corresponden a tierra firme y (0.24%) 0.04 km² es agua.

## Demografía
Según el censo de 2010, había 4.865 personas residiendo en Thatcher. La densidad de población era de 279,11 hab./km². De los 4.865 habitantes, Thatcher estaba compuesto por el 85.16% blancos, el 1.79% eran afroamericanos, el 1.81% eran amerindios, el 0.72% eran asiáticos, el 0.23% eran isleños del Pacífico, el 6.87% eran de otras razas y el 3.43% pertenecían a dos o más razas. Del total de la población el 21.62% eran hispanos o latinos de cualquier raza.